# Haag (Gemeinde Bischofstetten)
Haag (früher auch Haag am Haagholz) ist eine Ortschaft in der Katastralgemeinde und Marktgemeinde Bischofstetten, Niederösterreich.

## Geografie
Die Rotte Haag liegt drei Kilometer nordöstlich von Bischofstetten bei Sierning. Die Manker Straße (B29) führt unmittelbar westlich am Ort vorüber. Zur Rotte zählt auch das Jagdhaus Kainhäusel sowie die Lage Wasserberg. Am 1. Jänner 2024 gab es in der Ortschaft 36 Einwohner. Haagholz bezeichnet das Waldgebiet im Osten von Haag.

## Geschichte
Die Herren von Zelking besaßen hier mehrere Lehen. Im 15. Jahrhundert tauschte Erhart von Zelking diese Lehen ein, womit sie an König Ladislaus, den nachgeborenen Sohn Herzogs Albrecht V., gelangten. Im Jahr 1455 machte Ladislaus die Lehen zu freiem Eigen und überließ sie dem Stift Melk. Im Franziszeischen Kataster von 1821 ist Haag mit einigen Gehöften verzeichnet. Laut Adressbuch von Österreich waren im Jahr 1938 in Haag ein Gastwirt und ein Landwirt ansässig.